# Rodovia Jamena–Jibuti
A Rodovia Transafricana 6 (TAH 6), também conhecida como Rodovia Jamena–Jibuti, é uma rodovia transnacional que faz parte da Rede Rodoviária Transafricana, sob responsabilidade da Comissão Econômica das Nações Unidas para a África, do Banco Africano de Desenvolvimento, da União Africana e dos Estados nacionais atravessados.
A rodovia tem um comprimento de 4.219 km, atravessando Chade, Sudão, Etiópia e Jibuti. Liga a faixa oriental do Sahel ao Porto do Jibuti, o mais movimentado do sul do Mar Vermelho e Golfo de Adem.